# Keith Chegwin
Keith Chegwin (Liverpool, 1957. január 17. – 2017. december 11.) angol színész.

## Filmjei

### Mozifilmek
- The Troublesome Double (1967)
- Egghead's Robot (1970)
- Betcher! (1971, rövidfilm)
- Macbeth (1971)
- The Optimists of Nine Elms (1973)
- Robin Hood Junior (1975)
- Whatever Happened to Harold Smith? (1999)
- House! (2000)
- A játék vége (Tabloid) (2001)
- Kill Keith (2011)

### Tv-filmek
- Aladdin and the Forty Thieves (1984)
- The Perfect Match (1995)

### Tv-sorozatok
- Armchair Theatre (1971, egy epizódban)
- The Liver Birds (1972, egy epizódban)
- The Adventures of Black Beauty (1972, egy epizódban)
- Nyitva éjjel-nappal (Open All Hours) (1973, egy epizódban)
- 7 of 1 (1973, egy epizódban)
- My Old Man (1974, három epizódban)
- Village Hall (1974, egy epizódban)
- Z Cars (1974, egy epizódban)
- The Tomorrow People (1975, két epizódban)
- Rule Britannia! (1975, egy epizódban)
- The Wackers (1975, 2013, hét epizódban)
- BBC Play of the Month (1976, egy epizódban)
- CBS Children's Film Festival (1976, egy epizódban)
- Playbox (1987, hang, egy epizódban)
- The Young Person's Guide to Becoming a Rock Star (1998, egy epizódban)
- Fun at the Funeral Parlour (2002, egy epizódban)
- Haláli hullák hajnala (Shaun of the Dead) (2004, hang)
- Futottak még... (Extras) (2006, egy epizódban)
- The Podge and Rodge Show (2007, egy epizódban)
- The Slammer (2010, egy epizódban)
- Sooty (2011, egy epizódban)
- Life’s Too Short (2011, 2013, három epizódban)

## További információ
- Hivatalos oldal
- Keith Chegwin a PORT.hu-n (magyarul)
- Keith Chegwin az Internetes Szinkronadatbázisban (magyarul)
- Keith Chegwin az Internet Movie Database-ben (angolul)
- Keith Chegwin a Rotten Tomatoeson (angolul)